# ヴァッテンフォール・サイクラシックス2012
ヴァッテンフォール・サイクラシックス2012は、ヴァッテンフォール・サイクラシックスの17回目のレース。2012年8月19日に行われ、アルノー・デマルが優勝。

## 参加チーム

### UCIプロチーム
| チーム名                             | 国籍           | コード |
| ------------------------------------ | -------------- | ------ |
| AG2R・ラ・モンディアル               | フランス       | ALM    |
| アスタナ                             | カザフスタン   | AST    |
| BMC・レーシングチーム                | アメリカ合衆国 | BMC    |
| エウスカルテル・エウスカディ         | スペイン       | EUS    |
| FDJ・ビッグマット                    | フランス       | FDJ    |
| ガーミン・シャープ                   | アメリカ合衆国 | GRS    |
| グリーンエッジ                       | オーストラリア | GEC    |
| チーム・カチューシャ                 | ロシア         | KAT    |
| ランプレ・ISD                        | イタリア       | LAM    |
| リクイガス・キャノンデール           | イタリア       | LIQ    |
| ロット・ベリソル                     | ベルギー       | LTB    |
| モビスター・チーム                   | スペイン       | MOV    |
| オメガファーマ・クイックステップ     | ベルギー       | OPQ    |
| ラボバンク                           | オランダ       | RAB    |
| レディオシャック・ニッサン・トレック | ルクセンブルク | RNT    |
| サクソ・バンク - ティンコフ・バンク  | デンマーク     | STB    |
| チーム・スカイ                       | イギリス       | SKY    |
| ヴァカンソレイユ・DCM                | オランダ       | VCD    |

### 招待チーム
- アルゴス・シマノ （ オランダ・ARG）
- チーム・ネタップ （ ドイツ・APP）

## 成績
- ハンブルクが発着点。245.9 km[1]。

| 順位 | 選手名                           | 国籍           | チーム                           | 時間          |
| ---- | -------------------------------- | -------------- | -------------------------------- | ------------- |
| 1    | アルノー・デマル                 | フランス       | FDJ・ビッグマット                | 6時間03分20秒 |
| 2    | アンドレ・グライペル             | ドイツ         | ロット・ベリソル                 | 同            |
| 3    | ジャコーモ・ニッツォーロ         | イタリア       | レディオシャック・ニッサン       | 同            |
| 4    | トム・ボーネン                   | ベルギー       | オメガファーマ・クイックステップ | 同            |
| 5    | エドヴァルド・ボアソン・ハーゲン | ノルウェー     | チーム・スカイ                   | 同            |
| 6    | マーク・レンショー               | オーストラリア | ラボバンク                       | 同            |
| 7    | ハインリヒ・ハウスラー           | オーストラリア | ガーミン・シャープ               | 同            |
| 8    | マヌエル・ベッレッティ           | イタリア       | AG2R・ラ・モンディアル           | 同            |
| 9    | トム・フェーレルス               | オランダ       | アルゴス・シマノ                 | 同            |
| 10   | ボルト・ボジチュ                 | スロベニア     | アスタナ                         | 同            |